# Grainger Falls
Die Grainger Falls sind ein Wasserfall bislang nicht ermittelter Fallhöhe im Fiordland-Nationalpark auf der Südinsel Neuseelands. Er liegt im Lauf des Grainger Stream, dem Ablauf des Lake Hector, und stürzt in das Chalky Inlet.
Der Wasserfall wurde 1887 von Andreas Reischek während einer von der neuseeländischen Regierung beauftragten Erkundungsreise an das Nordufer des Chalky Inlet entdeckt und benannt. Namensgeber ist der mit Reischek befreundete und aus England stammende Alfred Henry Grainger (1849–1909), den Reischek durch das gemeinsame Interesse an der neuseeländischen Vogelwelt kennengelernt hatte. 